# Recoules-de-Fumas
Recoules-de-Fumas là một xã ở tỉnh Lozère trong vùng Occitanie, phía nam nước Pháp. Sông Colagne tạo thành phần lớn ranh giới phía đông thị trấn. Dân số năm 1999 là 91 người. Khu vự này có độ cao trung bình 1050 mét trên mực nước biển.